# Хочине
Хочине — село в Україні, в Коростенському районі Житомирської області. Входить до складу Олевської міської громади. Населення становить понад 500 осіб.

## Географія
Селом протікає річка Лядська, ліва притока Уборті.

## Історія
Колишня назва Хочин.
У 1906 році село Юрівської волості Овруцького повіту Волинської губернії. Відстань від повітового міста 83 версти, від волості 12. Дворів 168, мешканців 1052.
Під час організованого радянською владою Голодомору 1932—1933 років померло щонайменше 3 жителі села.
Колишній орган місцевого самоуправління — Хочинська сільська рада.

## Населення
Згідно з переписом УРСР 1989 року чисельність наявного населення села становила 698 осіб, з яких 334 чоловіки та 364 жінки.
За переписом населення України 2001 року в селі мешкало 590 осіб.

### Мова
Розподіл населення за рідною мовою за даними перепису 2001 року:
| Мова       | Відсоток |
| ---------- | -------- |
| українська | 97,98 %  |
| білоруська | 1,85 %   |
| російська  | 0,17 %   |